# سایبرپانک (بازی)
بازی سایبرپانک (انگلیسی: Cyberpunk)یک بازی از گروه بازی‌های نقش آفرینی رومیزی است این بازی توسط مایک پاندسمیت نوشته و توسط شرکت R. Talsorian منتشر شده‌است. به‌طور معمول با نام‌های ویرایش دوم یا چهارم آن، سایبرپانک ۲۰۲۰ و سایبرپانک قرمز خوانده می‌شود تا از ژانری که پس از آن نامگذاری شده‌است، متمایز شود.